# Elisabeth Ida von Brasch
Elisabeth Ida Julie von Brasch (Kosename: „Dudy“; * 25. Mai 1878 in Jöggis; † 24. November 1957 in München) war eine Graphologin und Übersetzerin. Sie stammte aus dem deutsch-baltischen Adelsgeschlecht von Brasch, beherrschte 7 Sprachen und fertigte unter anderem auch graphologische Gutachten an.

## Familie
Ihr Vater war Konrad Eduard Amadeus von Brasch (1844 – 1882), der mit Elisabeth Alexandra von Mühlendahl (1851 – 1938) verheiratet war. Ihre Brüder waren der hessische Weingutsbesitzer Rudolf Wilhelm Ernst von Brasch „Udo“ (* 1880 in Jöggis; † 1964 Auerbach im Regierungsbezirk Darmstadt) und Arved Karl Leon von Brasch (Rufname: „Allo“, * 1881 in Kerro; † 1953 Kitzbühel). Der zweite Bruder war der Vater von Dagmar Alice Liechti-Brasch (* 1911 in Tartu; † 1993 in Zürich) und Elisabeth Heim-von Brasch (1907 – 1996). Elisabeth Ida lebte seit 1920 in München und war  unverheiratet.